# Byambyn Rinchen
Cette page contient des caractères spéciaux ou non latins. S’ils s’affichent mal (▯, ?, etc.), consultez la page d’aide Unicode.
 (mars 2015).
Si vous disposez d'ouvrages ou d'articles de référence ou si vous connaissez des sites web de qualité traitant du thème abordé ici, merci de compléter l'article en donnant les références utiles à sa vérifiabilité et en les liant à la section « Notes et références ».
Yünsiyebü ovogt Byambyn Rinchen (mongol : ᠪᠢᠮᠪᠠ ᠢᠢᠨ
ᠷᠢᠨᠴᠢᠨ, cyrillique : Еншөөбү овогт Бямбын Ринчен), né en 1905 à Altanboulag soum dans la province de Selenge et mort le 4 avril 1977 à Oulan-Bator, est l'un des fondateurs de la littérature mongole contemporaine, traducteur de littérature et savant dans différents domaines d'études de Mongolie, en particulier dans la linguistique.

## Auteur et traducteur
Byambyn Rinchen est né en 1905 en Mongolie. Il parle le russe, le tchèque, le français, l'anglais, l'allemand et l'espéranto. Il a écrit beaucoup de romans et de récits courts, y compris des ouvrages classiques tels que « Ану хатан » (Reine Anu), « Заан залүдай », « Их нүүдэл » (La grande migration), « Бэр цэцэг » (La fleur et la jeune mariée), « Нууцыг задруулсан захиа » (Lettre traîtresse) et « Шүхэрч Буниа » (Bounia la parachutiste). Son roman « Yүрийн туяа » (« Aube ») est traduit en russe et tchèque. Il traduit des œuvres de Maxime Gorki, Vladimir Maïakovski, Mikhaïl Cholokhov, Guy de Maupassant et Nazım Hikmet en mongol, en les faisant connu à un public plus grand. Il a également écrit un film sur la vie de Choghtu Khong Tayiji, qui a remporté le Prix d'État au milieu des années 1940. Il verse immédiatement l'argent pour soutenir les orphelins de Leningrad.

## Savant
En 1956, il a obtenu son doctorat de linguistique à l'université Eötvös Loránd de Budapest sur « La grammaire du mongol écrit ». De 1964 à 1967, il s'est occupé de l'épigraphie des monuments mongols, ainsi que de la phonologie historique et moderne, l'écriture, l'étymologie et la morphologie du mongol. En 1969, il a publié une grammaire sur le khamnigan, une langue mongole.
Rinchen а également publié divers documents sur le chamanisme mongol, des documents linguistiques historiques et relatifs au folklore.
Il meurt en 1977 à Oulan-Bator en Mongolie. En sa mémoire un monument a été érigé à l'entrée de la Bibliothèque centrale d'Oulan-Bator.

## Œuvres
- Biambyn Rinčen, Matériaux pour l'étude du chamanisme mongol, Wiesbaden, O. Harrassowitz, 1959 (BNF 36593794), 13 volumes
- Biambyn Rinčen, Folklore mongol. 1, Livre premier [Texte imprimé] : textes Khalkha-mongols en transcription, Wiesbaden, O. Harrassowitz, 1960 (BNF 33008198), en 5 volumes
- Biambyn Rinčen, Atlas ethnologique et linguistique de la République Populaire de Mongolie [Texte imprimé] : vol. 1 et 2, Ulan-Bator, Académie des sciences de la République populaire de Mongolie, 1978 (BNF 37729069)